# Elecciones estatales de Baja Sajonia de 1947
La primera elección al Parlamento de Baja Sajonia tuvo lugar el 20 de abril de 1947. Tuvo una participación del 65.1%.

## Resultados
Los resultados fueron:
|  | Sozialdemokratische Partei Deutschlands (SPD)     | 1.066.380 | 43,4 % | 65 |
|  | Christlich Demokratische Union Deutschlands (CDU) | 489.322   | 19,9 % | 30 |
|  | Partido Alemán (DP)                               | 440.467   | 17,7 % | 27 |
|  | Freie Demokratische Partei (FDP)                  | 215.805   | 8,8 %  | 13 |
|  | Partido Comunista de Alemania (KPD)               | 138.977   | 5,6 %  | 8  |
|  | Deutsche Zentrumspartei (DZP)                     | 101.283   | 4,1 %  | 6  |
|  | Deutsche Rechtspartei (DRP)                       | 7.245     | 0,3 %  | -  |

## Post-elección
El primer ministro designado por el gobierno militar, Hinrich Wilhelm Kopf (SPD) fue confirmado por un gobierno de coalición del SPD, la CDU, el KPD y el Zentrumspartei. En 1948 el KPD dejó el gobierno, y en 1950, lo hizo la CDU. La victoria electoral marcó el comienzo de un reinado de ocho años del SPD: en 1955 por primera vez un gobierno de oposición al SPD fue formado.